# Región Norðurland Eystra
Norðurland Eystra (en español: Región nororiental) es una de las ocho regiones de Islandia. Se encuentra localizada al noreste del país. Su capital y ciudad más poblada, Akureyri, se encuentra en su zona noroeste.

## Geografía
Norðurland Eystra se encuentra en la zona norte del país. Tiene clima subpolar ártico.
Limita al oriente con la región de Norðurland Vestra y al occidente con la de Austurland. Al norte se encuentra el océano Ártico y al sur el glaciar Vatnajökull. 
El territorio de esta región es de 22.695 km², que en términos de extensión es similar a Belice. Posee el punto ubicado más al norte en tierra firme de Islandia, Hraunhafnartangi.
También se destaca la pequeña isla de Grímsey que es el punto más septentrional de toda Islandia. Incluso el volcán Kolbeinsey localizado a 35 km al noroeste de Grímsey pertenece a la región. 
En su zona noroccidental se encuentra el fiordo de Eyjafjörður, el más largo de la zona norte de la isla. Lleva su nombre (en islandés significa 'Fiordo de la isla') por la cercana isla de Hrísey. 
Su límite nororiental se encuentra en la alargada península de Langanes, en el extremo nororiental de la región.
En su zona nororiental está el parque nacional Jökulsárgljúfur, donde se encuentra el cañón de Ásbyrgi, que contiene uno de los pocos bosques de la isla.
En su zona sur, hacia el centro de la isla, el territorio se eleva, en lo que se conoce como las Tierras Altas. Comprende una zona del glaciar Vatnajökull, el mayor de Islandia y el segundo de Europa.

### Cascadas

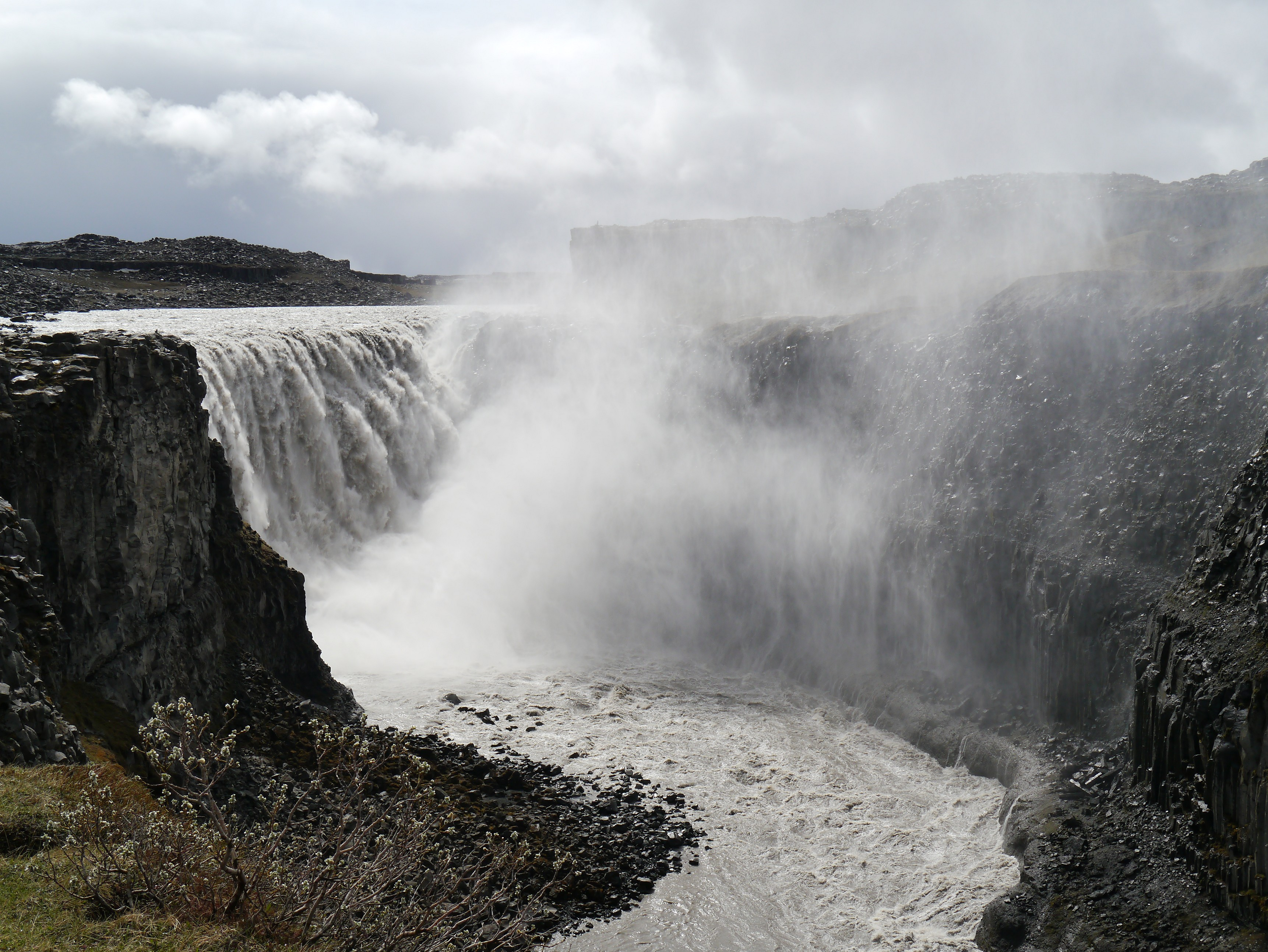
La cascada Dettifoss del río Jökulsá á Fjöllum.

La región se encuentra al norte de Vatnajökull, donde nace el río Jökulsá á Fjöllum, el segundo más largo de la isla. En su recorrido se encuentran las cascadas de Selfoss, Dettifoss y Hafragilsfoss.
A su vez, alberga la de famosa Goðafoss, en el Mývatn, y la más pequeña de Aldeyjarfoss al atravesar un campo lávico, el Skjálfandafljót.

## Demografía
Esta región abarca un territorio de 22.695 km² y una población de 29.060 habitantes (20
08). Es después de Höfuðborgarsvæði la segunda más poblada del país. La densidad poblacional es de 1,28 habitantes por kilómetro cuadrado.

### Condados
La región de Norðurland Eystra está dividida en los condados de Eyjafjarðarsýsla, Norður-Þingeyjarsýsla y Suður-Þingeyjarsýsla.

### Municipios

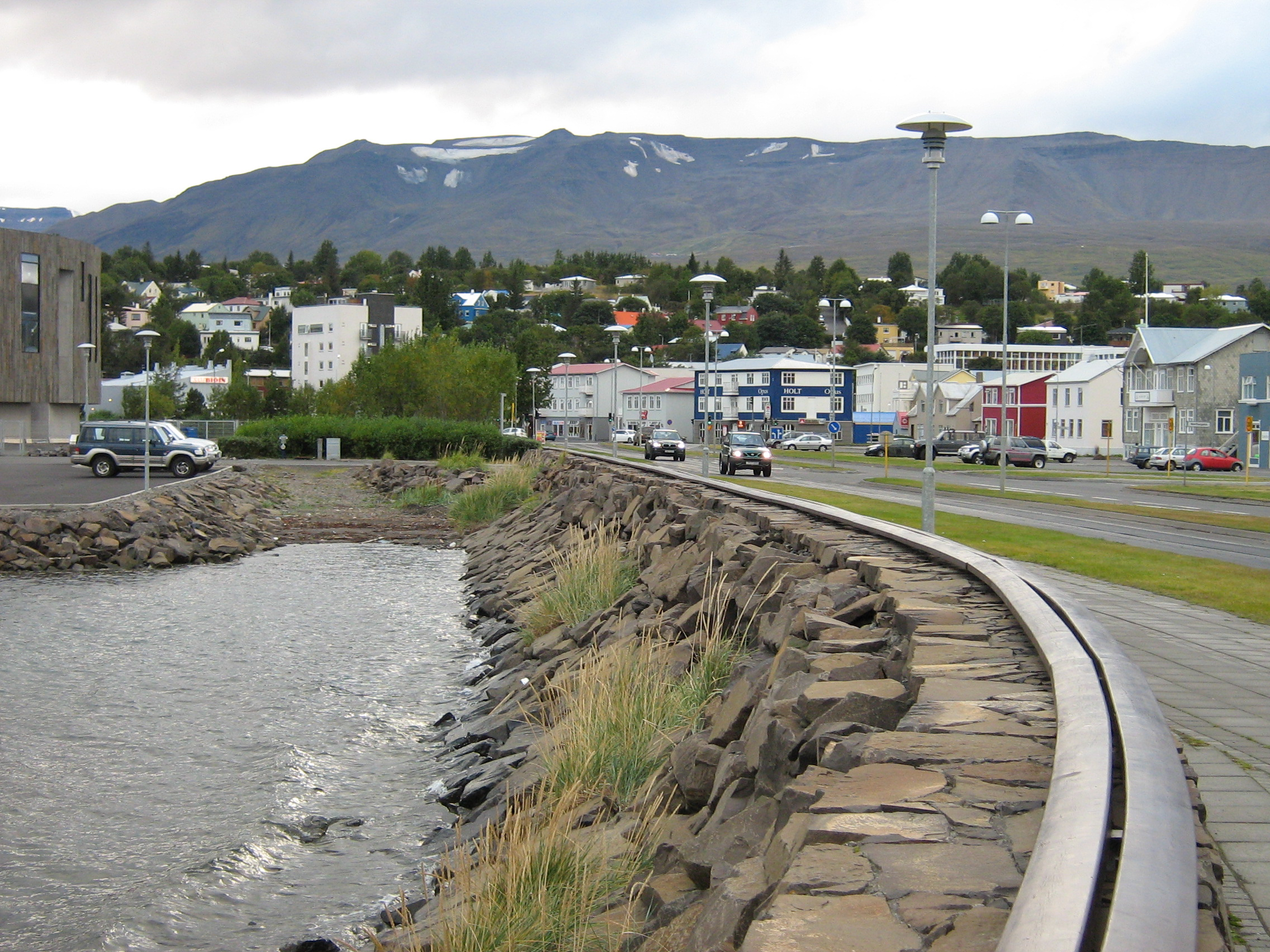
Puerto de Akureyri.

Norðurland Eystra comprende los municipios de Akureyri, Arnarneshreppur, Dalvíkurbyggð, Eyjafjarðarsveit, Fjallabyggð, Grýtubakkahreppur, Hörgársveit, Langanesbyggð, Norðurþing, Skútustaðahreppur, Svalbarðshreppur, Svalbarðsstrandarhreppur, Tjörneshreppur y Þingeyjarsveit.